# Fairview Heights
Fairview Heights – miasto w Stanach Zjednoczonych, w stanie Illinois, w hrabstwie St. Clair.